# 布拉內波萊
49°26′57″N 30°43′5″E / 49.44917°N 30.71806°E
布拉內波萊（烏克蘭語：Бране Поле）是位於烏克蘭北部的村莊，由基辅州白采爾克瓦區的梅德文市鎮負責管轄。該村始建於1594年，面積2.3平方公里，海拔高度219米，2001年人口689，人口密度每平方公里299.6人。